# Torquigener pleurogramma
Torquigener pleurogramma es una especie de peces de la familia Tetraodontidae en el orden de los Tetraodontiformes.

## Morfología
Los machos pueden llegar alcanzar los 21 cm de longitud total.

## Hábitat
Es un pez  de clima subtropical y demersal que vive hasta los 30 m de profundidad.

## Distribución geográfica
Se encuentra al sur de Australia: desde Australia Occidental hasta Nueva Gales del Sur.

## Observaciones
No se puede comer ya que es  venenoso para los humanos.